# Ligne de Châlons-en-Champagne à Reims-Cérès
La ligne de Châlons-en-Champagne à Reims-Cérès est une ligne de chemin de fer française d'une longueur de 53 kilomètres, qui dispose de deux voies à écartement standard et est partiellement électrifiée. Elle relie les gares de Châlons-en-Champagne et de Reims, via celle de Saint-Hilaire-au-Temple. Elle est entièrement située dans le département de la Marne et la région de Champagne-Ardenne. Elle dessert notamment le camp de Châlons (dit aussi camp de Mourmelon).
Elle est mise en service en 1857 et 1863 par la Compagnie des chemins de fer de l'Est.
Elle constitue la ligne no 081 000 du réseau ferré national.

## Historique

### Chronologie
- 3 juillet 1857 : concession de l'embranchement du camp de Châlons à la Compagnie de L'Est[2] ;
- 14 octobre 1857 : mise en service de l'embranchement du camp de Châlons (25 km)[2] ;
- 29 mars 1862 : déclaration d'utilité publique de Reims à Mourmelon, l'État prend en charge la construction[3] ;
- 11 juin 1863 : concession de Reims à Mourmelon à la Compagnie de l'Est[3] ;
- 15 août 1863 : mise en service de Reims à Mourmelon (28 km)[3].

### Origine de la ligne

#### Châlons – Mourmelon
Au début de l'année 1857, le gouvernement commence les travaux pour l'établissement d'un important camp militaire entre Reims et Châlons-sur-Marne (ancien nom de Châlons-en-Champagne). Prévu sur une surface d'environ 14 000 hectares avec de nombreuses installations, les militaires estiment que pour pouvoir faciliter les mouvements de troupes il devait être desservi par un chemin de fer permettant la liaison avec la ligne de Paris à Strasbourg. La Compagnie de l'Est, sollicitée pour sa construction, mandate son ingénieur Émile Vuigner pour qu'il étudie une installation rationnelle. Après une négociation en direct avec notamment Auguste Perdonnet et Napoléon III, la conférence du 25 juin entérine le projet d'un embranchement de 25 kilomètres, que Vuigner indique pouvoir être dans un état d'avancement compatible avec une exploitation en deux mois à condition que les formalités administratives soient facilitées.

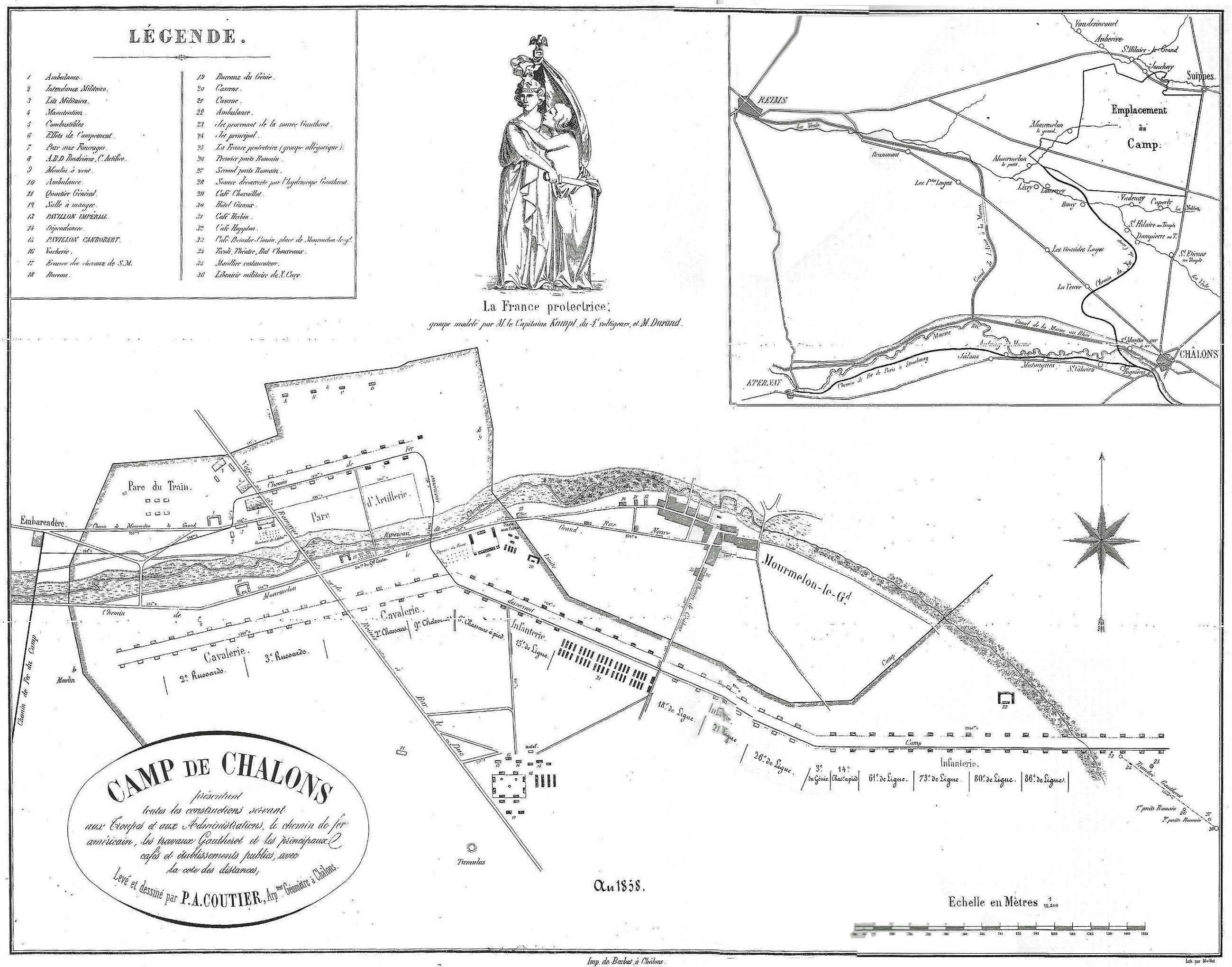
Le plan du camp avec l'embarcadère terminus.

La ligne d'embranchement est concédée le 2 juillet 1857 par une convention signée entre le ministre des Travaux publics et la Compagnie des chemins de fer de l'Est. La compagnie doit réaliser cet embranchement à ses frais en six mois. Cette convention est approuvée par un décret impérial le 3 juillet suivant qui déclare la ligne d'utilité publique,. Le 22 juillet la compagnie signe une convention avec le maréchal Vaillant, ministre de la guerre, pour préciser la subvention pour les travaux de premier établissement et les modalités de transport des militaires, du matériel et des approvisionnements. C'est la société de Basile Parent et Pierre Schaken qui est chargée de l'exécution du chantier. Les ouvrages d'arts sont prévus provisoirement en bois, ainsi que les bâtiments de la station de La Veuve, seule station intermédiaire, et de la gare terminus du camp, pour permettre la réalisation dans le délai imposé.
Le tracé difficile nécessite la construction d'estacades en charpente et des milliers de mètres cubes de terrassement principalement pour des remblais. Les pentes vont de 1 à 12 millimètres par mètre et les courbes sont souvent de petit rayon. Commencé le 12 juillet, le chantier est terminé le 12 septembre et inauguré le 15 septembre en présence de nombreuses personnalités. Satisfaite des conditions obtenues pour la construction et l'exploitation, la compagnie offre à l'Empereur un train, construit par M. Boutard, composé de « cinq voitures couvertes de dorures ».  La mise en service officielle a lieu le 14 octobre 1857.

#### Reims – Mourmelon
Depuis la mise en circulation de la ligne de Paris à Strasbourg, certains des choix posent maintenant un problème : c'est notamment le cas de la desserte de Nancy plutôt que de Metz. L'allongement des parcours est pénalisant pour une vaste région qui réagit en créant une société et en réunissant 25 millions de francs pour étudier le projet d'une ligne de Reims à Metz, par Mourmelon, Sainte-Menehould et Verdun. Cela réussit à convaincre le gouvernement qui déclare d'utilité publique, par décret impérial le 29 mars 1862, une ligne de Reims à la gare de Mourmelon qu'il se charge de réaliser pour une somme de 2,5 millions de francs,.
Le chantier n'est pas particulièrement difficile, les contraintes viennent des nombreux ruisseaux et des routes. Il faut maintenir la circulation de l'eau par des ponceaux, réaliser nombre de passages à niveau et faire du terrassement mais sans avoir besoin d'ouvrages d'art. Pour les stations, seuls deux arrêts intermédiaires sont programmés pour la mise en exploitation : Sillery et Thuizy ; l'ancienne gare terminus de Mourmelon-le-Petit devient sans grandes modifications une gare de passage et à Reims, la ligne se raccorde à l'existant à deux kilomètres de la gare de Reims.
Peu avant la fin du chantier, cette ligne, partie de l'itinéraire de Reims à Metz, est concédée à la Compagnie des chemins de fer de l'Est par la signature, le 1er mai 1863, d'une convention entre le ministre des Travaux publics et la compagnie. Cette convention est approuvée par décret impérial le 11 juin 1863. La mise en exploitation officielle a lieu le 15 août 1863.

### Électrification
Seule la section de Châlons-en-Champagne à la bifurcation de Saint-Hilaire-au-Temple est électrifiée, en 25 kV – 50 Hz, pour l'ouverture de la LGV Est européenne en 2007.

## Caractéristiques

### Tracé
La ligne débute en gare de Châlons-en-Champagne, en parallèle avec la ligne de Paris-Est à Strasbourg-Ville ; elle traverse les faisceaux sur environ 500 mètres avant de se détacher en prenant la direction du nord. Elle franchit successivement la Marne et son canal latéral ; dans un parcours en plaine, elle infléchit son parcours vers Juvigny, au nord-ouest, avant de prendre la direction de l'est, traverser l'ancienne gare de La Veuve et par une large courbe arriver en gare de Saint-Hilaire-au-Temple. En gare, elle croise sur la droite l'embranchement de la ligne de Saint-Hilaire-au-Temple à Hagondange puis sur la gauche la bifurcation V.2 de la LGV Est européenne, passe sous la ligne à grande vitesse avant de laisser sur la gauche la bifurcation V.1 de cette même LGV en se dirigeant vers le nord-est. Elle franchit les deux bras de la Vesle, contourne Bouy par le nord et traverse la gare de Bouy en reprenant une direction nord-ouest jusqu'à Louvercy. Elle quitte cet axe pour rejoindre l'embranchement du camp de Mourmelon et la gare de Mourmelon-le-Petit. 
Elle effectue une double courbe pour rejoindre sa direction première et traverse les gares de Sept-Saulx, Val-de-Vesle et Prunay après laquelle elle s'infléchit légèrement vers l'ouest pour contourner l'Aérodrome de Reims - Prunay et passer en gare de Sillery. Elle rejoint ensuite Reims, passe sur l'autoroute A34 et contourne la ville par le nord en passant par les embranchements des lignes de Soissons à Givet et de Reims à Laon, avec qui elle redescend vers le sud pour rejoindre la gare de Reims qui permet un lien avec la ligne d'Épernay à Reims.

### Vitesses limites
La vitesse maximale autorisée sur l'ensemble de la ligne est de 140 km/h. Cependant, certains trains peuvent être limités à une vitesse plus faible.

### Équipement
Elle est équipée de deux voies, électrifiées entre Châlons-en-Champagne et la bifurcation de Saint-Hilaire-au-Temple, et est équipée du Block automatique lumineux (BAL). Par exception à la règle, le chaînage est croissant sur la voie 2 .

## Trafic

### TER
Cette ligne est desservie par des TER Grand Est circulant entre Reims, Chaumont et Dijon.
Certains trains sont semi-directs, c'est-à-dire qu'ils ne desservent que les gares de Reims et de Mourmelon-le-Petit. D'autres sont omnibus et desservent toutes les gares de la ligne.

### TGV inOui
La ligne accueil également des TGV inOui entre Paris-Est et Bar-le-Duc (via Champagne-Ardenne TGV et Vitry-le-François) via le raccordement TGV Châlons Sud.

## Exploitation
Lors de l'ouverture de sa première section entre Châlons-sur-Marne et Mourmelon-le-Petit, en 1857, l'exploitation est limitée aux besoins des militaires pendant les périodes d'ouverture du Camp de Châlons. La Compagnie de l'Est est autorisée à arrêter l'exploitation si les militaires n'ont pas de besoin de transports. L'ouverture de Reims à Mourmelon-le-Petit, en 1863, marque le début d'une exploitation régulière entre Châlons-en-Champagne et Reims. La compagnie met en service trois trains chaque jour, le temps du trajet est de 1 h 40 min.

### Matériel roulant
La ligne est exploitée avec des automoteurs Bombardier AGC (X 76500 et B 82500).